# Calotelea pulchripennis
Calotelea pulchripennis är en stekelart som först beskrevs av Jean-Jacques Kieffer 1910.  Calotelea pulchripennis ingår i släktet Calotelea och familjen Scelionidae. Inga underarter finns listade.